# Печатница
Печатница е полиграфическо производствено предприятие, в което в най-общия случай се осъществява предпечатна подготовка, изготвяне на изображението и печат на множество екземпляри (тираж) от печатното издание, а също така довършителни работи.
Печатниците могат да са универсални или специализирани според вида на печат и продукцията. Например:
- за печат на вестници, често собственост на издателите
- за печат на списания
- за печат на книги
- за печат на канцеларски материали
- за печат на опаковки
- търговски печатници, които предлагат цени за печат на едро

Най-старата печатница в България е Държавната печатница, създадена през 1881 г. с указ на княз Александър Батенберг. Най-напред се е помещавала в сградата на днешния Археологически музей(стара турска джамия), от 1887 г. в собствена сграда,  (днес Галерия за чуждестранно изкуство), след това в днешния музей „Земята и хората“. През 1975 г. получава нова собствена сграда на бул. Цариградско шосе № 117, където нейният приемник Образование и наука се намира и до днес.

## Известни печатари
- Йохан Гутенберг
- Алдо Мануцио
- Яков Крайков
- Джон Баскервил
- Бенджамин Франклин